# Victor Jacquemont
Venceslas Victor Jacquemont ( París, 8 de agosto de 1801 - Bombay, 7 de diciembre de 1832) fue un naturalista y explorador francés.

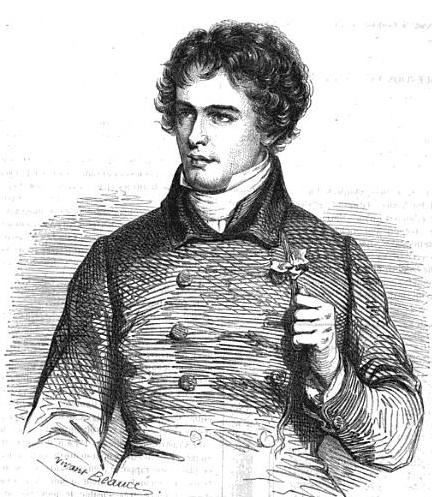
Retrato del autor por Vivant Beauce. En Édouard Charton (dir.) Le Magasin pittoresque, París, 1851

Era el más joven hijo de Venceslas Jacquemont y de Rose Laisné. Después de frecuentar a numerosos botánicos parisinos y haber realizado un viaje preparatorio al mediodía de Francia, parte como explorador a América del Norte. Más sobre todo su viaje a la India lo hace célebre.
Parte de Brest el 26 de agosto de 1828 a bordo de La Zélée. Es tripulante, y hacen una escala en Ciudad del Cabo, con el capitán Jules Dumont d'Urville (1790-1842), que efectuaba su primera expedición al mundo. Se arriba a Calcuta en mayo de 1829. Trabajará en la India durante cuatro años y llega hasta el centro del Himalaya. Visita Amber, encontrándose con el Emperador sikh Ranjit Singh (1780-1839) en su capital de Lahore y visita el Reino de Ladakh y de Bardhaman. Allí fallece de disentería.
Reunió unas muy ricas colecciones que serían estudiadas por Isidore Geoffroy Saint-Hilaire (1805-1861), Henri Milne-Edwards (1800-1885), Émile Blanchard (1819-1900), Achille Valenciennes (1794-1865), Jacques Cambessèdes (1799-1863) y Joseph Decaisne (1807-1882).
Murió de cólera en Bombay, el 7 de diciembre de 1832.

## Honores

### Eponimia
Género
- (Asteraceae) Jacquemontia Bél.[2][3]

Aquellos naturalistas le dedican muchas especies (más de 60) como Betula jacquemontii, Corylus jacquemontii, Prunus jacquemontii, Arisaema jacquemontii.

## Fuente
- Benoît Dayrat. 2003. Los Botánicos y la Flora de Francia, tres siglos de descubrimientos. Publicaciones científicas del Museo Nacional de Historia Natural : 690 pp.
- Traducción parcial de los Arts. de lengua inglesa y francesa de Wikipedia

- La abreviatura «Jacquem.» se emplea para indicar a Victor Jacquemont como autoridad en la descripción y clasificación científica de los vegetales.[4]